# Джоанна Ламлі
Джоанна Ламонд Ламлі (англ. Joanna Lamond Lumley нар. 1 травня 1946) — британська акторка, фотомодель, активістка прав тварин. Дама-Командор ордена Британської імперії.

## Життєпис
Акторську кар'єру Джоанна Ламлі починала на британському телебаченні в кінці 1950-х. Одним із її дебютів на великому екрані стало виконання невеликої ролі дівчини Бонда у фільмі «На секретній службі Її Величності» у 1969 році. В подальшому Ламлі знімалася в основному на телебаченні в численних телесеріалах. На початку 1980-х двічі з'явилася у фільмах із циклу про Рожеву пантеру — «Наступ Рожевої пантери» і «Прокляття Рожевої Пантери». Найбільшу популярність акторці принесла роль Петсі, подруги Едіни, у популярному телесеріалі «Ще по одній». За час показу з 1992 по 2005 рік акторка двічі ставала лауреаткою премії BAFTA.
Окрім акторської кар'єри, Джоанна Ламлі виступає активісткою у ряді благодійних організацій із захисту тварин, а також входить до складу Королівського географічного товариства. У 1995 році Ламлі була посвячена в офіцери ордену Британської імперії. Разом з Річардом Гіром, Ламлі є почесною покровителькою Драконової школи Білого Лотоса, а також однією з опікунів Фонду доктора Гедвіна.
У 2022 році Джоанні Ламлі надано звання Дами-Командора ордену Британської імперії.

## Фільмографія
| Рік       |    | Українська назва                  | Оригінальна назва              | Роль                        |
| --------- | -- | --------------------------------- | ------------------------------ | --------------------------- |
| 1969      | ф  | На секретній службі Її Величності | On Her Majestys Secret Service | одна з дівчат Джеймса Бонда |
| 1970      | ф  | Порушення Бамбо                   | The Breaking Of Bumbo          | Сьюзі                       |
| 1982      | ф  | Слід Рожевої пантери              | Trail Of The Pink Panther      | Марі Жувьє                  |
| 1983      | ф  | Прокляття Рожевої Пантери         | Curse of the Pink Panther      | графиня Чандра              |
| 1989      | ф  | Ширлі Валентайн                   | Shirley Valentine              | Марджорі                    |
| 1990      | ф  | Привид у Монте-Карло              | A Ghost in Monte Carlo         | леді Дрейтон                |
| 1992—2012 | с  | Ще по одній                       | Absolutely Fabulous            | Петсі                       |
| 1995      | ф  | Невинна брехня                    | Innocent Lies                  | леді Гелена Грейвз          |
| 1997      | ф  | Принц Веліант                     | Prince Valiant                 | Моргана Лі Фей              |
| 1997      | тф | Свіні Тодд                        | The Tale of Sweeney Todd       | місіс Ловетт                |
| 1999      | ф  | Фатальні постріли                 | Parting Shots                  | Фреда                       |
| 2000      | ф  | Все можливо, маленька             | Maybe Baby                     | Шила                        |
| 2001      | ф  | Смерть у Голівуді                 | The Cat's Meow                 | Елінор Глін                 |
| 2004      | ф  | Євротур                           | EuroTrip                       | співробітниця хостела       |
| 2004      | ф  | Зачарованя Елла                   | Ella Enchanted                 | леді Ольга                  |
| 2004—2012 | с  | Міс Марпл Агати Крісті            | Agatha Christie's Marple       | Доллі Бантрі                |
| 2005      | мф | Труп нареченої                    | Tim Burton's Corpse Bride      | Мадлен Еверглот             |
| 2006—2009 | с  | Джем і Єрусалим                   | Jam & Jerusalem                | Делайла Стегг               |
| 2010      | с  | Коханки                           | Mistresses                     | Вів'єн Роден                |
| 2013      | ф  | Вовк із Волл-стріт                | The Wolf of Wall Street        | тітка Емма                  |
| 2014      | ф  | Міс Переполох                     | She's Funny That Way           | Вівьан Клермонт             |
| 2015      | ф  | Все як ти захочеш                 | Absolutely Anything            | Фенелла                     |
| 2016      | ф  | До зустрічі з тобою               | Me Before You                  | Мері Ролінсон               |
| 2017      | ф  | Пригоди Паддінгтона 2             | Paddington 2                   | Філісіті Феншоу             |
| 2019      | с  | Охоронець                         | Bodyguard                      | прем'єр-міністр             |
| 2024      | с  | Твоя перша остання брехня         | Fool Me Once                   | Джудіт Беркетт              |
| 2025      | с  | Венздей                           | Wednesday                      | Бабуся Грізельда            |

## Нагороди
- British Comedy 1993 — «Краща комедійна акторка» («Ще по одній»)
- BAFTA 1993 — «Краща розважальна роль» («Ще по одній»)
- BAFTA 1995 — «Краща комедійна роль» («Ще по одній»)
- BAFTA 2000 — «Спеціальна премія» (разом з Діаною Рігг, Онор Блекман і Ліндою Торсон) («Месники»)
- National Television Awards 2013 — «Особливе визнання».